# F-1 Trillion
F-1 Trillion — шостий студійний альбом американського репера та співака Post Malone, представлений 16 серпня 2024 року лейблами Mercury і Republic. Делюкс версія альбому під окремою назвою «Long Bed» представлена цього ж дня через 12 годин і містить де'ять додаткових пісень. Це перша робота музиканта у стилі кантрі]. До запису долучилось багато запрошених музикантів: Тім Макгро, Генк Вільямс, Морган Уоллен, Блейк Шелтон, Доллі Партон, Бред Пейслі, Люк Комбс, Лейні Вілсон, Jelly Roll, Ernest, Сьєрра Ферелл, Кріс Степлтон, Hardy та Біллі Стрінгс.
На підтримку альбому випущено три сингли: «I Had Some Help», «Pour Me a Drink» і «Guy for That». Платівка отримала переважно позитивні відгуки від музичних критиків.

## Список пісень
| Список пісень стандартної версії альбому F-1 Trillion | Список пісень стандартної версії альбому F-1 Trillion | Список пісень стандартної версії альбому F-1 Trillion                                | Список пісень стандартної версії альбому F-1 Trillion |
| #                                                     | Назва                                                 | Автор                                                                                | Тривалість                                            |
| ----------------------------------------------------- | ----------------------------------------------------- | ------------------------------------------------------------------------------------ | ----------------------------------------------------- |
| 1.                                                    | «Wrong Ones» (за уч. Тіма Макгро)                     | Остін Пост Луї Белл Раян Войтесак Люк Комбс Ернест Кейтт Сміт Джеймс Макнейр         | 3:15                                                  |
| 2.                                                    | «Finer Things» (за уч. Генка Вільямса)                | Пост Л. Белл Войтесак Комбс Сміт Джош Томпсон Макнейр                                | 3:05                                                  |
| 3.                                                    | «I Had Some Help» (за уч. Моргана Уоллена)            | Пост Морган Уоллен Л. Белл Войтесак Джонатан Госкінс Сміт Ешлі Горлі Чендлер Волтерс | 2:58                                                  |
| 4.                                                    | «Pour Me a Drink» (за уч. Блейка Шелтона)             | Пост Л. Белл Войтесак Джон Байрон Rocky Block Jordan Dozzi                           | 3:15                                                  |
| 5.                                                    | «Have the Heart» (за уч. Доллі Партон)                | Пост Л. Белл Войтесак Лейні Вілсон Бредлі Пейслі Горлі                               | 3:03                                                  |
| 6.                                                    | «What Don't Belong to Me»                             | Пост Л. Белл Войтесак Сміт Горлі Джеймс Меддокс                                      | 3:27                                                  |
| 7.                                                    | «Goes Without Saying» (за уч. Бреда Пейслі)           | Пост Л. Белл Войтесак Горлі Томпсон Чейз Макгілл Джо Рівз                            | 3:32                                                  |
| 8.                                                    | «Guy for That» (за уч. Люка Комбса)                   | Пост Комбс Л. Белл Войтесак Госкінс Сміт Макнейр                                     | 2:44                                                  |
| 9.                                                    | «Nosedive» (за уч. Лейні Вілсон)                      | Пост Л. Белл Войтесак Комбс Сміт Біллі Волш Макнейр                                  | 3:12                                                  |
| 10.                                                   | «Losers» (за уч. Jelly Roll)                          | Пост Л. Белл Войтесак Сміт Горлі Волтерс Рівз                                        | 3:29                                                  |
| 11.                                                   | «Devil I've Been» (за уч. Ernest)                     | Пост Smith Л. Белл Войтесак Госкінс Волтерс                                          | 3:02                                                  |
| 12.                                                   | «Never Love You Again» (за уч. Сьєрри Ферелл)         | Пост Л. Белл Войтесак Кріс Томпкінс Ретт Акінс                                       | 3:06                                                  |
| 13.                                                   | «Missin' You Like This» (за уч. Люка Комбса)          | Пост Комбс Л. Белл Войтесак Майкл Гарді Горлі Макнейр                                | 3:42                                                  |
| 14.                                                   | «California Sober» (за уч. Кріса Степлтона)           | Пост Крістофер Степлтон Л. Белл Войтесак Марк Голмен                                 | 3:24                                                  |
| 15.                                                   | «Hide My Gun» (за уч. Hardy)                          | Пост Hardy Л. Белл Войтесак Сміт Walsh Александр Ізк'єрдо                            | 3:40                                                  |
| 16.                                                   | «Right About You»                                     | Пост Л. Белл Войтесак Сміт Волтерс                                                   | 3:03                                                  |
| 17.                                                   | «M-E-X-I-C-O» (за уч. Біллі Стрінгс)                  | Пост Л. Белл Войтесак Макгілл                                                        | 2:35                                                  |
| 18.                                                   | «Yours»                                               | Пост Л. Белл Войтесак Горлі Тейлор Філіпс                                            | 3:19                                                  |
| 57:51                                                 |                                                       |                                                                                      |                                                       |

| Додаткові пісні розширеного видання F-1 Trillion: Long Bed | Додаткові пісні розширеного видання F-1 Trillion: Long Bed | Додаткові пісні розширеного видання F-1 Trillion: Long Bed      | Додаткові пісні розширеного видання F-1 Trillion: Long Bed |
| #                                                          | Назва                                                      | Автор                                                           | Тривалість                                                 |
| ---------------------------------------------------------- | ---------------------------------------------------------- | --------------------------------------------------------------- | ---------------------------------------------------------- |
| 1.                                                         | «Fallin' in Love»                                          | Пост Л. Белл Войтесак Сміт Томпсон Блок                         | 2:51                                                       |
| 2.                                                         | «Dead at the Honky Tonk»                                   | Пост Л. Белл Войтесак Сміт Горлі Байрон                         | 3:33                                                       |
| 3.                                                         | «Killed a Man»                                             | Пост Л. Белл Войтесак Джефф Варбертон Джо Фокс Джимі Белл       | 3:05                                                       |
| 4.                                                         | «Ain't How it Ends»                                        | Пост Л. Белл Войтесак Сміт Горлі Рівз                           | 3:21                                                       |
| 5.                                                         | «Hey Mercedes»                                             | Пост Л. Белл Войтесак                                           | 3:22                                                       |
| 6.                                                         | «Go to Hell»                                               | Пост Л. Белл Войтесак                                           | 4:27                                                       |
| 7.                                                         | «Two Hearts»                                               | Пост Л. Белл Войтесак Сміт Дін Діллон Джессі Джо Діллон         | 3:26                                                       |
| 8.                                                         | «Who Needs You»                                            | Пост Л. Белл Войтесак Сміт Волтерс Блейк Пендерграсс            | 2:49                                                       |
| 9.                                                         | «Back to Texas»                                            | Пост Л. Белл Войтесак Юваль Хаїм Чейн Герон Делано Томпсон Блок | 2:47                                                       |
| 87:44                                                      |                                                            |                                                                 |                                                            |

## Чарти
| Чарт (2024)                                        | Найвища позиція |
| -------------------------------------------------- | --------------- |
| Australian Albums (ARIA)                           | 2               |
| Australian Country Albums (ARIA)                   | 1               |
| Австрія Austrian Albums (Ö3 Austria)               | 5               |
| Бельгія Belgian Albums (Ultratop Flanders)         | 4               |
| Бельгія Belgian Albums (Ultratop Wallonia)         | 15              |
| Канада Canadian Albums (Billboard)                 | 1               |
| Чехія Czech Albums (ČNS IFPI)                      | 10              |
| Данія Danish Albums (Hitlisten)                    | 4               |
| Нідерланди Dutch Albums (MegaCharts)               | 1               |
| Фінляндія Finnish Albums (Suomen virallinen lista) | 19              |
| Франція French Albums (SNEP)                       | 21              |
| Німеччина German Albums (Offizielle Top 100)       | 5               |
| Icelandic Albums (Tónlistinn)                      | 6               |
| Ірландія Irish Albums (OCC)                        | 5               |
| Italian Albums (FIMI)                              | 24              |
| Japanese Digital Albums (Oricon)                   | 20              |
| Japanese Hot Albums (Billboard Japan)              | 92              |
| Lithuanian Albums (AGATA)                          | 43              |
| New Zealand Albums (RMNZ)                          | 1               |
| Норвегія Norwegian Albums (VG-lista)               | 1               |
| Шотландія Scottish Albums (OCC)                    | 3               |
| Slovak Albums (ČNS IFPI)                           | 13              |
| Іспанія Spanish Albums (PROMUSICAE)                | 12              |
| Swedish Albums (Sverigetopplistan)                 | 3               |
| Швейцарія Swiss Albums (Schweizer Hitparade)       | 2               |
| Велика Британія UK Albums (OCC)                    | 1               |
| Велика Британія UK Country Albums (OCC)            | 1               |
| США Billboard 200                                  | 1               |
| США Top Country Albums (Billboard)                 | 1               |